# 私・的・空・間
『私・的・空・間』（してきくうかん）は、岩崎宏美の13作目のオリジナル・アルバム。1983年7月21日発売。発売元は、ビクター音楽産業。

## 概要
収録曲10曲のうち7曲は筒美京平による楽曲であるが、残る3曲は当時まだブレイク前で無名に近かったバンド・安全地帯の玉置浩二が起用されている。
30枚目のシングルA面曲「素敵な気持ち」、31枚目のシングルA面曲「真珠のピリオド」を収録。10曲目の「日暮れのマティーニ」は、後年にアルバム『Never Again〜許さない』でセルフカバーしている。「日暮れのマティーニ」の他、人気曲の「生きがい」、そして「素敵な気持ち」は、現在でも時折りライブで歌われる。
初期のアルバムでは、ミュージシャン・クレジットが ″ビクター・オーケストラ″ という呼称で省略されていたが、岩崎の希望でこの頃から参加ミュージシャンの詳細がライナーノートに掲載されるようになった。
2007年に紙ジャケットで初めてCD-DA化し復刻された際には、アルバム未収録であった「素敵な気持ち」のB面曲「WAITING」、「真珠のピリオド」のB面曲「夜明けの天使たち」、『火曜サスペンス劇場』の主題歌であった32枚目のシングルA面曲「家路」（同年8月21日）と、そのB面曲「それぞれの朝」、さらに「家路」のTVバージョンが収録されている。なお、2024年12月25日にも再発盤が発売されたが、「家路」のTVバージョンは収録されていない。
このアルバムは紙ジャケット復刻盤において初めてCD化されたが、本来はLPと同時にCDでも発売する予定があり、VDR-4という規格番号が付けられ、製造も行われた。しかし発売にまでは至らず、先の規格番号は別の歌手（髙橋真梨子）のアルバムに付けられた。このことを裏付けるかのように、紙ジャケット盤の帯の裏には、CDが未発売であったのにもかかわらず、″初CD化″ではなく″初復刻″の表記がなされている。

## 収録曲

### LP / CT
| #  | タイトル             | 作詞       | 作曲     | 編曲     | 時間 |
| -- | -------------------- | ---------- | -------- | -------- | ---- |
| 1. | 「真珠のピリオド」   | 松本隆     | 筒美京平 | 萩田光雄 | 3:50 |
| 2. | 「無口なヴィーナス」 | なかにし礼 | 筒美京平 | 奥慶一   | 4:12 |
| 3. | 「二人の午後に」     | 有馬三恵子 | 筒美京平 | 萩田光雄 | 4:14 |
| 4. | 「テンペスト」       | なかにし礼 | 筒美京平 | 奥慶一   | 4:09 |
| 5. | 「わたしに戻るとき」 | 片桐和子   | 玉置浩二 | 萩田光雄 | 3:26 |

| #  | タイトル               | 作詞       | 作曲     | 編曲     | 時間 |
| -- | ---------------------- | ---------- | -------- | -------- | ---- |
| 1. | 「素敵な気持ち」       | 康珍化     | 筒美京平 | 萩田光雄 | 3:57 |
| 2. | 「ことづけ」           | 有馬三恵子 | 玉置浩二 | 萩田光雄 | 4:11 |
| 3. | 「Morning Breeze」     | 秋元康     | 玉置浩二 | 萩田光雄 | 4:30 |
| 4. | 「生きがい」           | 有馬三恵子 | 筒美京平 | 萩田光雄 | 4:39 |
| 5. | 「日暮れのマティーニ」 | 有馬三恵子 | 筒美京平 | 奥慶一   | 4:59 |

### CD（2007年盤）
| #   | タイトル               | 作詞       | 作曲     | 編曲     | 時間 |
| --- | ---------------------- | ---------- | -------- | -------- | ---- |
| 1.  | 「真珠のピリオド」     | 松本隆     | 筒美京平 | 萩田光雄 | 3:50 |
| 2.  | 「無口なヴィーナス」   | なかにし礼 | 筒美京平 | 奥慶一   | 4:12 |
| 3.  | 「二人の午後に」       | 有馬三恵子 | 筒美京平 | 萩田光雄 | 4:14 |
| 4.  | 「テンペスト」         | なかにし礼 | 筒美京平 | 奥慶一   | 4:09 |
| 5.  | 「わたしに戻るとき」   | 片桐和子   | 玉置浩二 | 萩田光雄 | 3:26 |
| 6.  | 「素敵な気持ち」       | 康珍化     | 筒美京平 | 萩田光雄 | 3:57 |
| 7.  | 「ことづけ」           | 有馬三恵子 | 玉置浩二 | 萩田光雄 | 4:11 |
| 8.  | 「Morning Breeze」     | 秋元康     | 玉置浩二 | 萩田光雄 | 4:30 |
| 9.  | 「生きがい」           | 有馬三恵子 | 筒美京平 | 萩田光雄 | 4:39 |
| 10. | 「日暮れのマティーニ」 | 有馬三恵子 | 筒美京平 | 奥慶一   | 4:59 |

| #         | タイトル               | 作詞      | 作曲      | 編曲      | 時間  |
| --------- | ---------------------- | --------- | --------- | --------- | ----- |
| 11.       | 「WAITING」            | 竜真知子  | 平井夏美  | 萩田光雄  | 3:37  |
| 12.       | 「夜明けの天使たち」   | 松本隆    | 筒美京平  | 萩田光雄  | 2:51  |
| 13.       | 「家路」               | 山川啓介  | 木森敏之  | 木森敏之  | 4:16  |
| 14.       | 「それぞれの朝」       | 伊藤薫    | 伊藤薫    | 平野孝幸  | 4:28  |
| 15.       | 「家路」(TVバージョン) | 山川啓介  | 木森敏之  | 木森敏之  | 2:30  |
| 合計時間: | 合計時間:              | 合計時間: | 合計時間: | 合計時間: | 60:43 |

### ボーナス・トラック 備考
1. WAITING
  - 30thシングル「素敵な気持ち」のB面曲。
2. 夜明けの天使たち
  - 31stシングル「真珠のピリオド」のB面曲。
3. 家路
  - 32ndシングルA面曲。日本テレビ系『火曜サスペンス劇場』主題歌。
4. それぞれの朝
  - 32ndシングル「家路」のB面曲。
5. 家路（TVバージョン）
  - 『火曜サスペンス劇場』放映時のTVバージョン。

## 参考資料
- 岩崎宏美『私・的・空・間+5』（ライナーノーツの記載より）ビクターエンタテインメント、2019年3月27日。NCS-10218。